# Apodemus pallipes
Apodemus pallipes és una espècie de mamífer rosegador de la família dels múrids. Són rosegadors de petites dimensions, amb una llargada de cap a gropa de 72 a 110 mm i una cua de 70 a 110 mm. Es troba al Kirguizstan, el Tadjikistan, l'Afganistan, l'Índia, l'Iran, el Nepal i el Pakistan. Viu en boscos de coníferes i de rododendres de 1.465 a 3.965 msnm.